# Neuville-en-Ferrain

Neuville-en-Ferrain este o comună în departamentul Nord, Franța. În 1 ianuarie 2022 avea o populație de 10.125 de locuitori.